# William Webb (rechter)

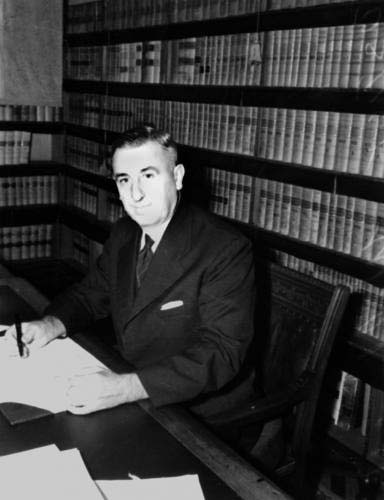
William Webb

Sir William Flood Webb (Brisbane, 21 januari 1887 - aldaar, 11 augustus 1972) was een Australische rechter. 
Op 4 juni 1913 werd hij toegelaten tot de advocatuur in Queensland, waar hij ook was afgestudeerd in zijn rechtenstudie. 
Op 17 maart 1917 trouwde hij met Beatrice Agnew in de Sacred Heart Church in Sandgate, Queensland. 
Van 1922 tot 1925 was hij procureur-generaal van Queensland. En daarna was hij van 1925 tot 1945 president van het Hof van Arbitrage van Queensland. 
Na de Tweede Wereldoorlog werd hij president van het tribunaal bij het Proces van Tokio van 1946 tot 1948. 
William Webb overleed in 1972 op 85-jarige leeftijd.